# Jurema Werneck

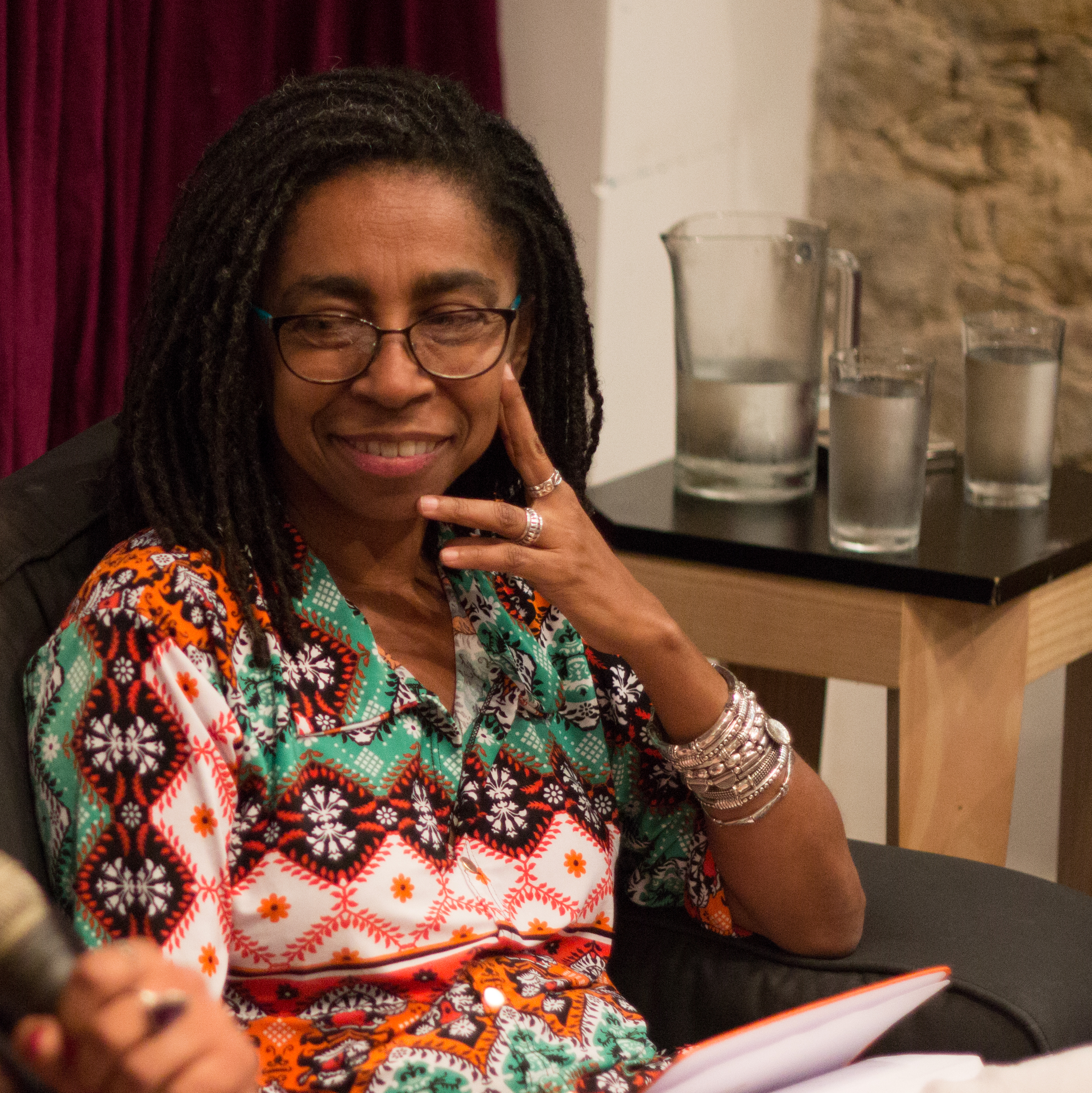
Jurema Werneck (2018)

Jurema Pinto Werneck (geboren am 16. Dezember 1961 in Rio de Janeiro) ist eine brasilianische Ärztin, Autorin und Menschenrechtsaktivistin. Werneck engagiert sich seit langem für die Rechte schwarzer Frauen, insbesondere für eine bessere Gesundheitsversorgung. Seit Februar 2017 leitet Werneck die brasilianische Sektion von Amnesty International.

## Leben

### Jugend und Ausbildung
Jurema Werneck wurde in Rio de Janeiro am Morro dos Cabritos an der Copacabana als Tochter eines Schneiders und einer Näherin geboren, wo sie auch ihre Kindheit verbrachte. Werneck selbst beschreibt ihre Jugend als sehr schwer, geprägt von Hunger, Armut und Rassismus. Ihre Mutter starb, als Werneck 14 Jahre alt war, nachdem diese nach einem Schlaganfall nicht entsprechend ärztlich versorgt wurde.
Nach der Sekundarschule studierte Werneck von 1981 bis 1986 Medizin an der Universidade Federal Fluminense, sie soll die einzige schwarze Studentin des Studiengangs gewesen sein. Während des Studiums kam Werneck in Kontakt mit der politischen Studierendenbewegung und feministischen Initiativen und begann sich politisch in der schwarzen Bewegung zu engagieren. In diesem Kontext begann Werneck auch ihre Homosexualität offen auszuleben.

### Engagement für die Rechte schwarze Frauen
Nach ihrem Studium arbeitete Werneck als Ärztin im Bereich der medizinische Vorsorge in den Favelas von Rio de Janeiro. Anschließend forschte sie am Centro de Articulação de Populações Marginalizadas, einer zivilgesellschaftlichen Organisation, die sich gegen Diskriminierung einsetzt. 1992 gründete sie mit anderen Mitstreiterinnen die Nichtregierungsorganisation Criola, die sich für eine bessere gesundheitliche Versorgung schwarzer Frauen einsetzt und in diesem Bereich heute als eine der wichtigsten Brasiliens gilt. Parallel absolvierte sie ein Mestrado-Studium in Produktionstechnik von 1996 bis 2000 an der Bundesuniversität von Rio de Janeiro ab; von 2003 bis 2007 promovierte sie in Kommunikation und Kultur an der gleichen Institution.
Werneck war später für die Frauenrechtsorganisation Articulação de Organizações de Mulheres Negras tätig. Von 2007 bis 2012 war sie als Vertreterin der schwarzen Bevölkerung Mitglied des nationalen brasilianischen Gesundheitsrats; in dieser Funktion leitete sie die 14. Nationale Gesundheitskonferenz im Jahr 2011. Neben ihrer Arbeit als Ärztin und Aktivistin veröffentlichte Werneck zahlreiche Beiträge und Bücher zu Fragen der sozialen Ungleichheit in Brasilien. Durch ihr Engagement avancierte sie zu einer brasilienweit bekannten Expertin in diesem Bereich.
Seit Februar 2017 leitet Werneck als Geschäftsführerin die brasilianische Sektion von Amnesty International. In dieser Rolle kritisierte sie wiederholt die Politik der Regierung Bolsonaro, unter der die schwarze Bevölkerung, und insbesondere schwarze Frauen, in Brasilien gelitten haben. Unter anderem sagte sie als geladene Expertin im Untersuchungsausschuss des brasilianischen Senats 2021 zum Missmanagement der Covid-19-Pandemie aus.
Neben ihrer Tätigkeit bei Amnesty International ist Werneck Vorstandsmitglied des Global Fund for Women und des Bevölkerungsfonds der Vereinten Nationen.

### Privat
Jurema Werneck lebt mit ihrer Ehepartnerin Luciene in Rio de Janeiro.

## Werke
- Esterilização de mulheres: um desafio para a bioética? Women sterilization: a challenge for bioethics?, mit Fernanda Carneiro; 1995
- O Livro Da Saude Das Mulheres Negras; gemeinsam mit E.C. White und M.L Mendonça; 2000
- Sob o Signo das Bios - vozes críticas da sociedade civil volume 1, gemeinsam mit A. Rotania, 2004
- Sob o Signo das Bios - vozes críticas da sociedade civil volume 2, gemeinsam mit A. Rotania, 2005
- O samba segundo as Ialodês: Mulheres negras e a cultura midiática (Dissertationsschrift); 2007 (online verfügbar)
- Saúde da população negra, gemeinsam mit Luís Eduardo Batista und Fernanda Lopes; 2012 (online verfügbar)
- Mulheres Negras na Primeira Pessoa; gemeinsam mit Nilza Iraci und Simone Cruz; 2012